# Chalcides ragazzii
Chalcides ragazzii (циліндричний сцинк Рагацці) — вид сцинкоподібних ящірок родини сцинкових (Scincidae). Мешкає в Східній Африці.

## Поширення і екологія
Циліндричні сцинки Рагацці поширені в Еритреї, Джибуті та на північному заході Сомалі, а також в сусідніх районах Ефіопії. Вони живуть на сухих луках та в гірських лісах, серед опалого листя, трапляються поблизу поселень, на висоті до 1515 м над рівнем моря.